# Europeiska unionens monetära politik
Europeiska unionens monetära politik är ett av Europeiska unionens befogenhetsområden och innefattar den monetära politiken för euroområdet. Övriga medlemsstater – Bulgarien, Danmark, Polen, Rumänien, Sverige, Tjeckien och Ungern – omfattas inte och bedriver en egen självständig monetär politik.
Huvudsyftet med den monetära politiken är att upprätthålla prisstabilitet inom euroområdet, med målet att inflationen ska vara nära men under 2 procent över tiden. Den monetära politiken utformas av Europeiska centralbanken tillsammans med de nationella centralbankerna inom euroområdet. Dessa utgör Eurosystemet. Den monetära politiken regleras genom kapitel 2 i avdelning VIII i tredje delen av fördraget om Europeiska unionens funktionssätt.
Till skillnad från de flesta andra befogenhetsområden är den monetära politiken ett exklusivt befogenhetsområde för unionen. Det innebär att endast unionen får lagstifta och anta rättsligt bindande akter. Medlemsstaterna får göra det endast i den mån unionen har bemyndigat dem att göra så eller för att genomföra den akter som antagits på europeisk nivå.